# Puchar Świata w skokach narciarskich w Lillehammer
Puchar Świata w skokach narciarskich w Lillehammer – zawody w skokach narciarskich, przeprowadzane w ramach Pucharu Świata w skokach narciarskich (z przerwami) od sezonu 1983/1984. Pierwszym gospodarzem była skocznia Balbergbakken, natomiast od 1993 areną zmagań jest obiekt Lysgårdsbakken w Lillehammer.

## Historia
Inauguracyjne zawody w 1984 roku wygrał reprezentant Czechosłowacji Pavel Ploc. Następne zawody odbyły się w sezonie 1992/1993 w ramach próby przedolimpijskiej. W tamtych zawodach triumfował zawodnik gospodarzy, późniejszy mistrz olimpijski, Espen Bredesen. Dwa lata później na Lysgårdsbakken swój marsz po pięć zwycięstw w konkursach Pucharu Świata z rzędu rozpoczął Andreas Goldberger (Austria). Zawody w Lillehammer rozpoczynały sezon 1995/96. W obydwu konkursach triumfowali Finowie - najpierw Mika Laitinen, a później Janne Ahonen. Początek sezonu 1996/97 to wygrane Niemca Dietera Thomy i Norwega Kristiana Brendena. Thoma powtórzył swój wyczyn rok później, a drugi konkurs zakończył się zwycięstwem Jani Soininena z Finlandii. Sezon 1998/99 był ostatnim, kiedy to nad jeziorem Mjøsa rozpoczynano Puchar Świata w skokach narciarskich. Oba konkursy zakończyły się triumfem Martina Schmitta. Potem Lillehammer zniknęło na sześć lat z kalendarza zmagań o Kryształową Kulę. W 2000 roku zaplanowane zawody na Lysgårdsbakken zostały, z powodu braku śniegu, przeniesione do Kuopio. Skoczkowie narciarscy zawitali tu ponownie na konkursie w ramach Pucharu Świata dopiero w sezonie 2003/04. Od tego momentu marcowe zawody na Lysgårdsbakken były rozgrywane w ramach Turnieju Nordyckiego. W 2004 roku triumfował reprezentant gospodarzy, Roar Ljøkelsøy, ustanawiając nowy rekord obiektu - 136,5 m. Rok później konkurs zakończył się pomyślnie dla Finów - wygrał Matti Hautamäki, a Janne Ahonen, który ustanowił nowy rekord skoczni - 137 m, zapewnił sobie Kryształową Kulę, drugą z rzędu w swojej karierze. W sezonie 2005/06 w Lillehammer rozegrano aż trzy konkursy. Grudniowe zawody, przeniesione z Trondheim z powodu braku śniegu, zakończyły się triumfami Szwajcara Andreasa Küttela i Czecha Jakuba Jandy. Konkurs w ramach Turnieju Nordyckiego to zwycięstwo mistrza olimpijskiego z Turynu, Thomasa Morgensterna. W grudniu 2006 zawody z Trondheim z powodu braku śniegu ponownie przeniesiono na Lysgårdsbakken. W konkursach zwyciężali Simon Ammann ze Szwajcarii i Gregor Schlierenzauer z Austrii. W kwalifikacjach do drugiego konkursu nowy rekord obiektu ustanowił Adam Małysz - 142 m. Konkurs Turnieju Nordyckiego z powodu zbyt silnie wiejącego wiatru przeniesiono do Oslo. Sezon 2007/08 to ponowny triumf Gregora Schlierenzauera. Austriak ustanowił także nowy rekord obiektu - 143 m. W grudniu 2009 zawody z Trondheim ponownie przeniesiono do Lillehammer. Przyczyną były tym razem problemy techniczne ze skocznią Granåsen. Konkurs, który odbył się 5 grudnia 2009, zakończył się zwycięstwem Gregora Schlierenzauera. Dzień później zwyciężył Simon Ammann ustanawiając nowy rekord skoczni - 146 metrów. Tego samego dnia Gregor Schlierenzauer skoczył 150,5 m, ale nie ustał skoku i zajął czwarte miejsce. W konkursie Pucharu Świata rozegranym 12 marca 2010 w ramach Turnieju Nordyckiego zwyciężył Simon Ammann wyprzedzając Gregora Schlierenzauera i Adama Małysza. Był to jak dotąd ostatni marcowy konkurs Pucharu Świata w Lillehammer. Od sezonu 2010/2011 decyzją Norweskiego Związku Narciarskiego, konkursy są rozgrywane co roku na początku sezonu.. Kolejne zawody Pucharu Świata w Lillehammer odbyły się 3 i 4 grudnia 2011. Po raz pierwszy został wtedy rozegrany konkurs Pucharu Świata kobiet w skokach narciarskich. Zwycięzcą obu konkursów został Andreas Kofler a wśród kobiet Sarah Hendrickson.
W sezonie 2012/2013 zawody w Lillehammer pierwszy raz od 14 lat rozpoczęły rywalizację w Pucharze Świata. Po raz pierwszy w historii PŚ odbył się mieszany konkurs drużynowy kobiet i mężczyzn. W sezonie 2013/2014 ponownie rozegrano konkurs mieszany, który wygrała reprezentacja Japonii. W konkursach indywidualnych zwycięstwa odnieśli Gregor Schlierenzauer i Severin Freund. W sezonie 2014/2015 triumfowali Gregor Schlierenzauer i Roman Koudelka. Drugi konkurs z powodu niekorzystnych warunków atmosferycznych został skrócony do jednej serii. W sezonie 2015/2016 planowano organizację konkursów na dużym obiekcie, lecz z powodów niesprzyjających warunków atmosferycznych organizatorzy postanowili przenieść zawody na normalną skocznię HS 100, a w nich zwyciężyli Freund oraz Kenneth Gangnes.
Od sezonu 2016/2017 zawody w Lillehammer są częścią turnieju Raw Air rozgrywanego wśród mężczyzn (w 2017 rozegrano tylko kwalifikacje, w 2018 zaś kwalifikacje i konkurs), natomiast od sezonu 2018/2019 są częścią tego samego turnieju rozgrywanego wśród kobiet.

## Podium poszczególnych konkursów PŚ w Lillehammer

### Mężczyźni
| Lp  | Data              | Skocznia       | K / HS | Uwagi                 | 1. miejsce                                                                        | 2. miejsce | 3. miejsce                                                                           |
| --- | ----------------- | -------------- | ------ | --------------------- | --------------------------------------------------------------------------------- | --- | ------------------------------------------------------------------------------------ |
| 1.  | 9 marca 1984      | Balbergbakken  | K120   | —                     | Pavel Ploc                                                                        | Matti Nykänen                                                                                                  | Ernst Vettori                                                                        |
| 2.  | 11 marca 1993     | Lysgårdsbakken | K120   | —                     | Espen Bredesen                                                                    | Takanobu Okabe                                                                                                 | Andreas Goldberger                                                                   |
| 3.  | 8 lutego 1995     | Lysgårdsbakken | K120   | nocny                 | Andreas Goldberger                                                                | Takanobu Okabe                                                                                                 | Roberto Cecon                                                                        |
| 4.  | 2 grudnia 1995    | Lysgårdsbakken | K90    | nocny                 | Mika Laitinen                                                                     | Ari-Pekka Nikkola                                                                                              | Masahiko Harada                                                                      |
| 5.  | 3 grudnia 1995    | Lysgårdsbakken | K120   | —                     | Janne Ahonen                                                                      | Jin’ya Nishikata                                                                                               | Ari-Pekka Nikkola                                                                    |
| 6.  | 30 listopada 1996 | Lysgårdsbakken | K120   | nocny                 | Dieter Thoma                                                                      | Kristian Brenden                                                                                               | Hiroya Saitō                                                                         |
| 7.  | 1 grudnia 1996    | Lysgårdsbakken | K120   | nocny                 | Kristian Brenden                                                                  | Espen Bredesen                                                                                                 | Dieter Thoma                                                                         |
| 8.  | 29 listopada 1997 | Lysgårdsbakken | K120   | nocny                 | Dieter Thoma                                                                      | Jani Soininen                                                                                                  | Noriaki Kasai                                                                        |
| 9.  | 30 listopada 1997 | Lysgårdsbakken | K120   | nocny                 | Jani Soininen                                                                     | Masahiko Harada                                                                                                | Dieter Thoma                                                                         |
| 10. | 28 listopada 1998 | Lysgårdsbakken | K120   | nocny                 | Martin Schmitt                                                                    | Sven Hannawald                                                                                                 | Janne Ahonen                                                                         |
| 11. | 29 listopada 1998 | Lysgårdsbakken | K120   | nocny                 | Martin Schmitt                                                                    | Janne Ahonen                                                                                                   | Kazuyoshi Funaki                                                                     |
| 12. | 2 grudnia 2000    | Lysgårdsbakken | K120   | [ b ]                 | odwołany                                                                          | odwołany | odwołany                                                                             |
| 12. | 3 grudnia 2000    | Lysgårdsbakken | K120   | [ b ]                 | odwołany                                                                          | odwołany | odwołany                                                                             |
| 12. | 12 marca 2004     | Lysgårdsbakken | K120   | TN, nocny             | Roar Ljøkelsøy                                                                    | Bjørn Einar Romøren Simon Ammann                                                                               | —                                                                                    |
| 13. | 11 marca 2005     | Lysgårdsbakken | HS134  | TN, nocny             | Matti Hautamäki                                                                   | Sigurd Pettersen                                                                                               | Lars Bystøl                                                                          |
| 14. | 3 grudnia 2005    | Lysgårdsbakken | HS134  | nocny                 | Andreas Küttel                                                                    | Jakub Janda | Lars Bystøl                                                                          |
| 15. | 4 grudnia 2005    | Lysgårdsbakken | HS134  | —                     | Jakub Janda                                                                       | Lars Bystøl | Andreas Küttel                                                                       |
| 16. | 10 marca 2006     | Lysgårdsbakken | HS134  | TN, nocny             | Thomas Morgenstern                                                                | Bjørn Einar Romøren                                                                                            | Andreas Kofler                                                                       |
| 17. | 2 grudnia 2006    | Lysgårdsbakken | HS138  | nocny                 | Simon Ammann                                                                      | Andreas Küttel                                                                                                 | Thomas Morgenstern                                                                   |
| 18. | 3 grudnia 2006    | Lysgårdsbakken | HS138  | —                     | Gregor Schlierenzauer                                                             | Anders Jacobsen                                                                                                | Adam Małysz                                                                          |
| 19. | 16 marca 2007     | Lysgårdsbakken | HS138  | TN, nocny             | odwołany                                                                          | odwołany | odwołany                                                                             |
| 19. | 7 marca 2008      | Lysgårdsbakken | HS138  | TN, nocny             | Gregor Schlierenzauer                                                             | Andreas Küttel                                                                                                 | Janne Happonen                                                                       |
| 20. | 13 marca 2009     | Lysgårdsbakken | HS138  | TN, nocny             | Harri Olli                                                                        | Dmitrij Wasiljew                                                                                               | Gregor Schlierenzauer                                                                |
| 21. | 5 grudnia 2009    | Lysgårdsbakken | HS138  | nocny                 | Gregor Schlierenzauer                                                             | Thomas Morgenstern                                                                                             | Adam Małysz                                                                          |
| 22. | 6 grudnia 2009    | Lysgårdsbakken | HS138  | —                     | Simon Ammann                                                                      | Harri Olli | Emmanuel Chedal                                                                      |
| 23. | 12 marca 2010     | Lysgårdsbakken | HS138  | TN, nocny             | Simon Ammann                                                                      | Gregor Schlierenzauer                                                                                          | Adam Małysz                                                                          |
| 24. | 4 grudnia 2010    | Lysgårdsbakken | HS138  | nocny                 | Thomas Morgenstern                                                                | Johan Remen Evensen                                                                                            | Tom Hilde                                                                            |
| 25. | 5 grudnia 2010    | Lysgårdsbakken | HS138  | —                     | Thomas Morgenstern                                                                | Ville Larinto                                                                                                  | Simon Ammann                                                                         |
| 26. | 3 grudnia 2011    | Lysgårdsbakken | HS100  | nocny                 | Andreas Kofler                                                                    | Richard Freitag                                                                                                | Kamil Stoch                                                                          |
| 27. | 4 grudnia 2011    | Lysgårdsbakken | HS138  | —                     | Andreas Kofler                                                                    | Severin Freund Anders Bardal                                                                                   | —                                                                                    |
| 28. | 23 listopada 2012 | Lysgårdsbakken | HS100  | nocny, druż., miesz.  | Norwegia 1. Tom Hilde 2. Anders Bardal 3. Maren Lundby 4. Anette Sagen            | Japonia 1. Yūta Watase 2. Taku Takeuchi 3. Yūki Itō 4. Sara Takanashi                                          | Włochy 1. Andrea Morassi 2. Sebastian Colloredo 3. Elena Runggaldier 4. Evelyn Insam |
| 29. | 24 listopada 2012 | Lysgårdsbakken | HS100  | nocny                 | Severin Freund                                                                    | Thomas Morgenstern                                                                                             | Anders Bardal                                                                        |
| 30. | 25 listopada 2012 | Lysgårdsbakken | HS138  | —                     | Gregor Schlierenzauer                                                             | Anders Fannemel                                                                                                | Thomas Morgenstern                                                                   |
| 31. | 6 grudnia 2013    | Lysgårdsbakken | HS100  | nocny, miesz., więcej | Japonia 1. Yūki Itō 2. Daiki Itō 3. Sara Takanashi 4. Taku Takeuchi               | Austria 1. Jacqueline Seifriedsberger 2. Thomas Morgenstern 3. Daniela Iraschko-Stolz 4. Gregor Schlierenzauer | Norwegia 1. Maren Lundby 2. Rune Velta 3. Anette Sagen 4. Anders Bardal              |
| 32. | 7 grudnia 2013    | Lysgårdsbakken | HS100  | nocny, więcej         | Gregor Schlierenzauer                                                             | Taku Takeuchi                                                                                                  | Richard Freitag                                                                      |
| 33. | 8 grudnia 2013    | Lysgårdsbakken | HS138  | więcej                | Severin Freund                                                                    | Anders Bardal                                                                                                  | Daiki Itō                                                                            |
| 34. | 6 grudnia 2014    | Lysgårdsbakken | HS138  | więcej                | Gregor Schlierenzauer                                                             | Anders Fannemel                                                                                                | Michael Hayböck                                                                      |
| 35. | 7 grudnia 2014    | Lysgårdsbakken | HS138  | więcej                | Roman Koudelka                                                                    | Peter Prevc | Michael Hayböck                                                                      |
| 36. | 5 grudnia 2015    | Lysgårdsbakken | HS100  | więcej                | Severin Freund                                                                    | Kenneth Gangnes                                                                                                | Andreas Stjernen                                                                     |
| 37. | 6 grudnia 2015    | Lysgårdsbakken | HS100  | więcej                | Kenneth Gangnes                                                                   | Peter Prevc | Johann André Forfang                                                                 |
| 38. | 10 grudnia 2016   | Lysgårdsbakken | HS138  | nocny, więcej         | Domen Prevc                                                                       | Daniel-André Tande                                                                                             | Stefan Kraft                                                                         |
| 39. | 11 grudnia 2016   | Lysgårdsbakken | HS138  | nocny, więcej         | Kamil Stoch                                                                       | Maciej Kot | Markus Eisenbichler                                                                  |
| 40. | 14 marca 2017     | Lysgårdsbakken | HS138  | RA, nocny             | odwołany                                                                          | odwołany | odwołany                                                                             |
| 40. | 13 marca 2018     | Lysgårdsbakken | HS140  | RA, nocny             | Kamil Stoch                                                                       | Dawid Kubacki                                                                                                  | Robert Johansson                                                                     |
| 41. | 12 marca 2019     | Lysgårdsbakken | HS140  | RA, nocny             | Stefan Kraft                                                                      | Robert Johansson                                                                                               | Ryōyū Kobayashi                                                                      |
| 42. | 9 marca 2020      | Lysgårdsbakken | HS140  | RA, nocny             | Peter Prevc                                                                       | Markus Eisenbichler                                                                                            | Stephan Leyhe                                                                        |
| 43. | 10 marca 2020     | Lysgårdsbakken | HS140  | RA, nocny             | Kamil Stoch                                                                       | Žiga Jelar | Timi Zajc                                                                            |
| 44. | 16 marca 2021     | Lysgårdsbakken | HS140  | RA, nocny             | odwołany                                                                          | odwołany | odwołany                                                                             |
| 44. | 3 marca 2022      | Lysgårdsbakken | HS140  | RA, nocny             | Stefan Kraft                                                                      | Ryōyū Kobayashi                                                                                                | Karl Geiger                                                                          |
| 45. | 14 marca 2023     | Lysgårdsbakken | HS140  | RA, nocny             | Halvor Egner Granerud                                                             | Stefan Kraft                                                                                                   | Manuel Fettner                                                                       |
| 46. | 16 marca 2023     | Lysgårdsbakken | HS140  | RA, nocny             | Dawid Kubacki                                                                     | Anže Lanišek                                                                                                   | Daniel Tschofenig                                                                    |
| 47. | 2 grudnia 2023    | Lysgårdsbakken | HS98   | nocny, więcej         | Stefan Kraft                                                                      | Andreas Wellinger                                                                                              | Daniel Tschofenig                                                                    |
| 48. | 3 grudnia 2023    | Lysgårdsbakken | HS140  | nocny, więcej         | Stefan Kraft                                                                      | Andreas Wellinger                                                                                              | Jan Hörl                                                                             |
| 49. | 22 listopada 2024 | Lysgårdsbakken | HS140  | mikst                 | Niemcy 1. Selina Freitag 2. Andreas Wellinger 3. Katharina Schmid 4. Pius Paschke | Norwegia 1. Anna Odine Strøm 2. Kristoffer Eriksen Sundal 3. Eirin Maria Kvandal 4. Marius Lindvik             | Austria 1. Lisa Eder 2. Daniel Tschofenig 3. Eva Pinkelnig 4. Jan Hörl               |
| 50. | 23 listopada 2024 | Lysgårdsbakken | HS140  | nocny, więcej         | Pius Paschke                                                                      | Daniel Tschofenig                                                                                              | Maximilian Ortner                                                                    |
| 51. | 24 listopada 2024 | Lysgårdsbakken | HS140  | nocny, więcej         | Jan Hörl                                                                          | Pius Paschke                                                                                                   | Daniel Tschofenig                                                                    |

### Kobiety
| Lp  | Data              | Skocznia       | HS    | Uwagi         | 1. miejsce        | 2. miejsce                           | 3. miejsce                 |
| --- | ----------------- | -------------- | ----- | ------------- | ----------------- | ------------------------------------ | -------------------------- |
| 1.  | 3 grudnia 2011    | Lysgårdsbakken | HS100 | nocny         | Sarah Hendrickson | Coline Mattel                        | Melanie Faißt              |
| 2.  | 24 listopada 2012 | Lysgårdsbakken | HS100 | nocny         | Sara Takanashi    | Sarah Hendrickson                    | Anette Sagen               |
| 3.  | 7 grudnia 2013    | Lysgårdsbakken | HS100 | nocny         | Sara Takanashi    | Gianina Ernst Daniela Iraschko-Stolz | —                          |
| 4.  | 5 grudnia 2014    | Lysgårdsbakken | HS100 | nocny         | Špela Rogelj      | Daniela Iraschko-Stolz               | Sara Takanashi             |
| 5.  | 4 grudnia 2015    | Lysgårdsbakken | HS100 | nocny, więcej | Sara Takanashi    | Maja Vtič                            | Maren Lundby               |
| 6.  | 2 grudnia 2016    | Lysgårdsbakken | HS100 | nocny, więcej | Sara Takanashi    | Yūki Itō                             | Anna Rupprecht             |
| 7.  | 3 grudnia 2016    | Lysgårdsbakken | HS100 | więcej        | Sara Takanashi    | Yūki Itō                             | Jacqueline Seifriedsberger |
| 8.  | 1 grudnia 2017    | Lysgårdsbakken | HS98  | LT            | Maren Lundby      | Katharina Althaus                    | Carina Vogt                |
| 9.  | 2 grudnia 2017    | Lysgårdsbakken | HS98  | LT            | Katharina Althaus | Maren Lundby                         | Yūki Itō                   |
| 10. | 3 grudnia 2017    | Lysgårdsbakken | HS140 | LT            | Katharina Althaus | Maren Lundby                         | Sara Takanashi             |
| 11. | 30 listopada 2018 | Lysgårdsbakken | HS98  | LT            | Juliane Seyfarth  | Maren Lundby                         | Sara Takanashi             |
| 12. | 1 grudnia 2018    | Lysgårdsbakken | HS98  | LT            | Lidija Jakowlewa  | Maren Lundby                         | Ema Klinec                 |
| 13. | 2 grudnia 2018    | Lysgårdsbakken | HS140 | LT            | Katharina Althaus | Ramona Straub                        | Daniela Iraschko-Stolz     |
| 14. | 12 marca 2019     | Lysgårdsbakken | HS140 | RA            | Maren Lundby      | Katharina Althaus                    | Eva Pinkelnig              |
| 15. | 7 grudnia 2019    | Lysgårdsbakken | HS140 | -             | Maren Lundby      | Eva Pinkelnig                        | Chiara Hölzl               |
| 16. | 8 grudnia 2019    | Lysgårdsbakken | HS140 | -             | Maren Lundby      | Chiara Hölzl                         | Sara Takanashi             |
| 17. | 9 marca 2020      | Lysgårdsbakken | HS140 | RA            | Sara Takanashi    | Maren Lundby                         | Silje Opseth               |
| 18. | 10 marca 2020     | Lysgårdsbakken | HS140 | RA            | Maren Lundby      | Silje Opseth                         | Chiara Hölzl               |
| 19. | 13 lutego 2021    | Lysgårdsbakken | HS98  | -             | odwołany          | odwołany                             | odwołany                   |
| 20. | 14 lutego 2021    | Lysgårdsbakken | HS140 | -             | odwołany          | odwołany                             | odwołany                   |
| 19. | 16 marca 2021     | Lysgårdsbakken | HS140 | RA            | odwołany          | odwołany                             | odwołany                   |
| 19. | 4 grudnia 2021    | Lysgårdsbakken | HS98  | -             | Katharina Althaus | Marita Kramer                        | Urša Bogataj               |
| 20. | 5 grudnia 2021    | Lysgårdsbakken | HS140 | -             | Marita Kramer     | Katharina Althaus                    | Silje Opseth               |
| 21. | 2 marca 2022      | Lysgårdsbakken | HS140 | RA, nocny     | Sara Takanashi    | Nika Križnar                         | Urša Bogataj               |
| 22. | 3 marca 2022      | Lysgårdsbakken | HS140 | RA, nocny     | Marita Kramer     | Nika Križnar                         | Urša Bogataj               |
| 23. | 3 grudnia 2022    | Lysgårdsbakken | HS98  | nocny         | Katharina Althaus | Eva Pinkelnig                        | Marita Kramer              |
| 24. | 4 grudnia 2022    | Lysgårdsbakken | HS140 | nocny         | Silje Opseth      | Anna Odine Strøm                     | Eva Pinkelnig              |
| 25. | 13 marca 2023     | Lysgårdsbakken | HS140 | RA, nocny     | Silje Opseth      | Selina Freitag                       | Ema Klinec                 |
| 26. | 15 marca 2023     | Lysgårdsbakken | HS140 | RA, nocny     | Katharina Althaus | Alexandria Loutitt                   | Eva Pinkelnig              |
| 27. | 2 grudnia 2023    | Lysgårdsbakken | HS98  | -             | Yūki Itō          | Joséphine Pagnier                    | Alexandria Loutitt         |
| 28. | 3 grudnia 2023    | Lysgårdsbakken | HS140 | -             | Joséphine Pagnier | Alexandria Loutitt                   | Eirin Maria Kvandal        |
| 29. | 23 listopada 2024 | Lysgårdsbakken | HS140 | -             | Nika Prevc        | Katharina Schmid                     | Selina Freitag             |
| 30. | 24 listopada 2024 | Lysgårdsbakken | HS140 | -             | Katharina Schmid  | Selina Freitag                       | Lisa Eder                  |

## Najwięcej razy na podium w konkursach indywidualnych
Uwzględnieni zawodnicy, którzy zdobyli minimum 2 miejsca na podium (stan na 24 listopada 2024)
| Miejsce | Imię i nazwisko       | Kraj       | 1. miejsce | 2. miejsce | 3. miejsce | Razem |
| ------- | --------------------- | ---------- | ---------- | ---------- | ---------- | ----- |
| 1.      | Gregor Schlierenzauer | Austria    | 6          | 1          | 1          | 8     |
| 2.      | Stefan Kraft          | Austria    | 4          | 1          | 1          | 6     |
| 3.      | Thomas Morgenstern    | Austria    | 3          | 2          | 2          | 7     |
| 4.      | Simon Ammann          | Szwajcaria | 3          | 1          | 1          | 5     |
| 5.      | Severin Freund        | Niemcy     | 3          | 1          | 0          | 4     |
| 6.      | Kamil Stoch           | Polska     | 3          | 0          | 1          | 4     |
| 7.      | Dieter Thoma          | Niemcy     | 2          | 0          | 2          | 4     |
| 8.      | Andreas Kofler        | Austria    | 2          | 0          | 1          | 3     |
| 9.      | Martin Schmitt        | Niemcy     | 2          | 0          | 0          | 2     |
| 10.     | Andreas Küttel        | Szwajcaria | 1          | 2          | 1          | 4     |
| 11.     | Peter Prevc           | Słowenia   | 1          | 2          | 0          | 3     |
| 12.     | Janne Ahonen          | Finlandia  | 1          | 1          | 1          | 3     |
| 13.     | Espen Bredesen        | Norwegia   | 1          | 1          | 0          | 2     |
| 13.     | Kristian Brenden      | Norwegia   | 1          | 1          | 0          | 2     |
| 13.     | Jani Soininen         | Finlandia  | 1          | 1          | 0          | 2     |
| 13.     | Harri Olli            | Finlandia  | 1          | 1          | 0          | 2     |
| 13.     | Jakub Janda           | Czechy     | 1          | 1          | 0          | 2     |
| 13.     | Kenneth Gangnes       | Norwegia   | 1          | 1          | 0          | 2     |
| 13.     | Dawid Kubacki         | Polska     | 1          | 1          | 0          | 2     |
| 13.     | Pius Paschke          | Niemcy     | 1          | 1          | 0          | 2     |
| 21.     | Andreas Goldberger    | Austria    | 1          | 0          | 1          | 2     |
| 21.     | Jan Hörl              | Austria    | 1          | 0          | 1          | 2     |
| 23.     | Anders Bardal         | Norwegia   | 0          | 2          | 1          | 3     |
| 24.     | Takanobu Okabe        | Japonia    | 0          | 2          | 0          | 2     |
| 24.     | Bjørn Einar Romøren   | Norwegia   | 0          | 2          | 0          | 2     |
| 24.     | Anders Fannemel       | Norwegia   | 0          | 2          | 0          | 2     |
| 24.     | Andreas Wellinger     | Niemcy     | 0          | 2          | 0          | 2     |
| 28.     | Daniel Tschofenig     | Austria    | 0          | 1          | 3          | 4     |
| 29.     | Lars Bystøl           | Norwegia   | 0          | 1          | 2          | 3     |
| 30.     | Masahiko Harada       | Japonia    | 0          | 1          | 1          | 2     |
| 30.     | Ari-Pekka Nikkola     | Finlandia  | 0          | 1          | 1          | 2     |
| 30.     | Richard Freitag       | Niemcy     | 0          | 1          | 1          | 2     |
| 30.     | Robert Johansson      | Norwegia   | 0          | 1          | 1          | 2     |
| 30.     | Markus Eisenbichler   | Niemcy     | 0          | 1          | 1          | 2     |
| 30.     | Ryōyū Kobayashi       | Japonia    | 0          | 1          | 1          | 2     |
| 36.     | Adam Małysz           | Polska     | 0          | 0          | 3          | 3     |
| 37.     | Michael Hayböck       | Austria    | 0          | 0          | 2          | 2     |

## Najwięcej razy na podium według państw
Stan na 24 listopada 2024
| Miejsce | Państwo        | Zwycięstwa | 2. miejsca | 3. miejsca | Razem |
| ------- | -------------- | ---------- | ---------- | ---------- | ----- |
| 1.      | Austria        | 17         | 6          | 16         | 39    |
| 2.      | Niemcy         | 9          | 7          | 6          | 22    |
| 3.      | Norwegia       | 6          | 16         | 8          | 30    |
| 4.      | Finlandia      | 5          | 6          | 3          | 14    |
| 5.      | Szwajcaria     | 4          | 3          | 2          | 9     |
| 6.      | Polska         | 4          | 2          | 4          | 10    |
| 7.      | Słowenia       | 2          | 4          | 1          | 7     |
| 8.      | Czechy         | 2          | 1          | 0          | 3     |
| 9.      | Japonia        | 1          | 7          | 6          | 14    |
| 10.     | Czechosłowacja | 1          | 0          | 0          | 1     |
| 11.     | Rosja          | 0          | 1          | 0          | 1     |
| 12.     | Włochy         | 0          | 0          | 1          | 1     |
| 12.     | Francja        | 0          | 0          | 1          | 1     |